# Evdokija Rjabuškina
Evdokija Pavlovna Rjabuškina (in russo Евдокия Павловна Рябушкина?; Mosca, 1º agosto 1913 – 16 novembre 2006) è stata una cestista sovietica.
Era la sorella di Evgenija e Vera Rjabuškina.

## Carriera
Con l'Unione Sovietica ha disputato i Campionati europei del 1950.